# Приходько, Юлия Алексеевна
Приходько Юлия Алексеевна (26 августа 1943; с. Сингуры, Житомирская область, Украина) — украинский психолог, доктор психологических наук, профессор, академик Академии наук высшей школы Украины , .

## Биография
В 1962 году окончила с отличием Бердичевское педагогическое училище по специальности «Дошкольное образование»
В 1968 году окончила педагогический факультет Киевского государственного педагогического института имени О. М. Горького (ныне — Национальный педагогический университет имени М. П. Драгоманова) по специальности «Педагогика и психология» .
Работала воспитателем, методистом, заведующей дошкольным учреждением, инспектором Министерства образования и науки.
Научную деятельность начала с 1976 года на должности младшего научного сотрудника лаборатории психологии детей дошкольного возраста в Научно-исследовательском Институте психологии Министерства народного образования УССР (ныне — Институт психологии имени Г. С. Костюка НАПН Украины)
В 1980 году под руководством Котырло В. К. защитила кандидатскую диссертацию на тему «Формирование позитивного эмоционального отношения детей друг к другу в процессе общей деятельности» .
С 1989 года работает в Национальном педагогическом университете имени М. П. Драгоманова.
С 1993 по 1996 училась в докторантуре НПУ имени М. П. Драгоманова.
В 1997 году защитила докторскую диссертацию на тему «Генезис ведущих отношений ребёнка дошкольного возраста как основа её личностного развития» .
На данный момент работает профессором кафедри психологии и педагогики НПУ имени М. П. Драгоманова, которую возглавляет академик НАПН Украины В. И. Бондарь.

## Учёные звания
В 1982 году присвоено звание старшего научного сотрудника.
В 1992 году присвоено звание доцента.
С 2001 года присвоено звание профессора.

## Научные интересы
Авторская психологическая школа Приходько Ю. А. направлена на изучение развития личности дошкольника, его эмоционально-оценочных отношений, возрастных и гендерных отличий. В рамках авторской концепции развития психологических отношений ребёнка дошкольного возраста Приходько Ю. О. исследовала субъективизм этих отношений, а также их избирательность, которая основана на индивидуальном опыте и связью со значимыми для ребенка сторонами действительности .Именно отношения направляют деятельность и поведение человека, вовлекая в эти процессы другие личностные образования (потребности, мотивы, ценности, эмоции, интересы, знания). В то же время само по себе отношение является синтезом названных образований, результатом индивидуального развития, системным образованием личности.
Приходько Ю. О. руководит подготовкой кандидатских и докторских работ по специальности «Педагогическая и возрастная психология», среди которых авторами особое место отведено проблемам развития личности младшего школьника и подростка(Дубинина К. В., Дзюбенко Е. А.), а также профессиональной подготовке практического психолога (Кучеренко Е. В.) .
Автор более 150 научных работ, среди которых монографии и учебно-методические пособия.

## Основные труды
1. Приходько Ю. О.,Юрченко В.І.Психологічний словник-довідник: Навч. посіб. — К.: Каравела, 2012. — 328 с.
2. Приходько Ю. О. Формування позитивних взаємин у дитячому колективі / Ю. О. Приходько. — К.: Рад. школа, 1987. — 126 с.
3. Формирование взаимоотношений дошкольников в детском саду и семье / [В. К. Котырло, Т. М. Титаренко, Ю. А. Приходько и др.]; под ред. В. К. Котырло. — М.: Педагогика, 1987. — 142 с.
4. Приходько Ю. О. Нариси становлення та розвитку дитячої психології : навч. посіб. для студ. вищ. навч. закладів / Ю. О. Приходько; Нац. пед. ун-т ім. М. П. Драгоманова. — К. : НПУ ім. М. П. Драгоманова, 1999. — 205 с.
5. Приходько Ю. О. Розвиток відчуттів і сприймань у дітей дошкільного віку (сенсорний розвиток). Навчальний посібник .- К.: НПУ ім. М. П. Драгоманова, 2001.
6. Приходько Ю. О. Дитяча психологія : нариси становлення та розвитку : Навч. посіб./ Ю. О. Приходько. — [2-е вид., доп.] — К.: Міленіум, 2004.-192 c.
7. Психологія: Комплекс типових навчальних програм для підготовки студ. за кредитно- модульною та модульно-рейтинговою системою зі спец. «початкове навчання та додаткові спеціалізації», «психологія», «практична психологія», «дошкільне виховання та додаткові спеціалізації» / В.І. Бондар, Ю. О. Приходько, В. У. Кузьменко та ін.; [В.І. Бондар (ред.)]. — К. : НПУ ім. М. П. Драгоманова, 2006. — 199с.
8. Приходько Ю. О. Розвиток вольових якостей молодших школярів як чинник їх навчальної успішності: навч.-метод. посіб. / Ю. О. Приходько, К. В. Савченко. — К. : НПУ ім. М. П. Драгоманова, 2007. — 60 c.
9. Приходько Ю. О. Практична психологія: введення у професію: [навч. посіб. для студ. вищ. навч. закл.] / Ю. О. Приходько; Національний педагогічний ун-т ім. М. П. Драгоманова. — К. : НПУ ім. М. П. Драгоманова, 2008. — 180 с.
10. Приходько Ю. О. Практична психологія: Введення у професію. Навч. посібник. — [2-е вид.] — К.: Каравела, 2010. — 232 с.
11. Приходько Ю. О. Психологія: тестові завдання : [навчально-методичний посібник] / Ю. О. Приходько, Є. В. Кучеренко. — К : Національний педагогічний університет імені М. П. Драгоманова, 2011. — 142 с.

## Награды
- 1986 — Отличник народного образования УССР (укр. Відмінник народної освіти УРСР);
- 2004 — Отличник образования Украины (укр. Відмінник освіти України).